# Oenuno
Der Oenuno ist ein Fluss in der osttimoresischen Exklave Oe-Cusse Ambeno.

## Verlauf
Der Oenuno entspringt im Grenzgebiet zwischen den beiden Sucos Taiboco (Verwaltungsamt Pante Macassar) im Osten und Suniufe (Verwaltungsamt Nitibe) im Westen. Auf seinem Lauf nach Norden bildet er die Grenze zwischen den beiden Sucos. Der Fluss mündet schließlich bei den Dörfern Kabana und Bokon in die Sawusee.